# FoodCycle
FoodCycle est une ONG britannique (charity n° 1134423) cuisinant des excédents alimentaires et des invendus de supermarchés pour offrir des repas chauds et des lieux de convivialité à des personnes en situation de précarité sociale et alimentaire. L'association est basée à Londres mais opère dans tout le Royaume-Uni. L'association a servi plus d’un million de repas, évitant le gaspillage de plus de 425 tonnes de nourriture.

## Histoire
En septembre 2008, le Canadien Kelvin Cheung fonde FoodCycle. Il décide de démarrer l'association après avoir entendu parler du programme américain Campus Kitchen (en), organisation mettant à disposition sur les campus des espaces de cuisine et des dons de nourriture. Des centres pilotes de FoodCycle sont lancés à l'Imperial College London et à la London School of Economics. En octobre 2010, le premier Community Café appelé Station House est ouvert à Stroud Green, Haringey (Londres).
En 2018, FoodCycle lance en Indonésie le projet « Un bienfait partagé ». Le pays est le deuxième plus grand gaspilleur de nourriture au monde après l'Arabie saoudite. L'opération organise la distribution de restes de cérémonies de mariage aux populations pauvres.
En 2019, FoodCycle cuisine près de trois tonnes de nourriture pour environ 1500 personnes par semaine. De 2009 à 2019, l’ONG a servi plus d’un million de repas, évitant le gaspillage de 425 tonnes de nourriture.

## Objectif
Le rôle de l'association est de « combiner bénévoles, surplus de nourriture et espaces de cuisine créer des repas nutritifs et un changement social positif dans la communauté ». La nourriture est issue d'excédents alimentaires, d'invendus de supermarchés et de dons de produits ayant dépassé la date de péremption.

## Récompenses
- mars 2010: New Charity of the Year (Nouvel organisme de bienfaisance de l'année) du Charity Times (en)[7].
- novembre 2010: Arthur Guinness Fund award (Prix de la bourse Arthur Guiness)[8].
- janvier 2011: Prime Minister's Big Society Award (Prix du premier ministre de la grande société)[9]